# Praemium Classicum Clavarense
Il Praemium Classicum Clavarense è un riconoscimento assegnato ogni anno a Chiavari da parte dell'Associazione italiana di cultura classica a uno studioso particolarmente benemerito nel campo delle discipline classiche, alternativamente un grecista e un latinista. Nel corso degli anni non sono stati premiati solo filologi, ma anche storici dell'antichità e della filosofia. Il "Praemium" è stato istituito nel 1994.
Questo l'elenco dei vincitori:
- 1994: Graziano Arrighetti
- 1995: Pietro Citati
- 1996: Alberto Grilli
- 1997: Ernst Vogt
- 1998: Enzo Degani[2]
- 1999: Alfonso Traina
- 2000: Luigi Enrico Rossi
- 2001: Michael von Albrecht
- 2002: Giovanni Cerri
- 2003: Giovanni D'Anna
- 2004: Rosario Pintaudi
- 2005: Giancarlo Mazzoli
- 2006: Giuseppe Cambiano
- 2007: Aldo Setaioli
- 2008: Giuseppe Mastromarco
- 2009: Leopoldo Gamberale
- 2010: Umberto Curi
- 2011: Giusto Picone
- 2012: Luigi Spina
- 2013: Giuseppe Aricò
- 2014: Angelo Casanova
- 2015: Elisa Romano
- 2016: Maria Pia Pattoni
- 2017: Rita Pierini
- 2018: Renzo Tosi
- 2019: Arnaldo Marcone
- 2020: non assegnato a causa della pandemia di COVID-19
- 2021: Alessandro Fo
- 2022: Silvia Romani
- 2023: Paolo Esposito